# Tine Schulze-Gerlach
Tine Schulze-Gerlach (* 21. April 1920 in Hellerau bei Dresden als Christine Martha Gerlach; † 11. Oktober 2011 in Radebeul) war eine deutsche Schriftstellerin und Dichterin. Sie schrieb auch unter den Namen Christine Schulze, Tine Schulze und wird auch unter der Namensansetzung Tine Schulze Gerlach geführt.

## Leben und Wirken
Tine Schulze-Gerlach wurde 1920 als erstes von vier Kindern des Lehrers und Schriftstellers Kurt Gerlach geboren. Einer der beiden jüngeren Brüder ist der 1927 geborene Schriftsteller Hubert Gerlach; der andere Bruder wurde im Juli 1945 „von den Russen abgeholt [und ist] nicht wiedergekommen“.
Nach der Schule ging sie zum Arbeitseinsatz beim Bauern wie auch zum Reichsarbeitsdienst, von dem sie 1940 nach Hause zurückkehrte, um als Sprechstundenhilfe zu arbeiten. Nach ihrer Heirat 1941 bekam sie noch zur Zeit des Zweiten Weltkriegs zwei Kinder. Während ihr Ehemann noch in Kriegsgefangenschaft war, musste sie die Kinder durch den kalten Winter 1945/1946 bringen. Durch die Erfahrungen entstand unter dem Namen Christine Schulze ihr erstes Gedicht Das Holunderlied, in dem sie beschreibt, wie sie in fremden Gärten Holunder klaut, um den Kindern eine Suppe kochen zu können. In den Jahren bis 1954 wurden zwei weitere Kinder geboren, darunter der 1948 geborene Sänger und Fernsehmoderator Hartmut Schulze-Gerlach.
Im Jahr 1954 erfolgte dank eines Erbes der Mutter der Umzug nach Radebeul in ein eigenes Haus mit Garten, den der aus der Gefangenschaft heimgekehrte Ehemann und Vater in eine Gartennahrung zur Versorgung mit frischem Obst und Gemüse umwandelte. Tine Schulze verarbeitete ihre Heimkehrer- und sonstigen Erfahrungen in ihrem ersten Roman Kreuzotter und Lerche, der 1963 im Union Verlag erschien. Neben ihrer Tätigkeit als Hausfrau und Mutter arbeitete sie 25 Jahre lang als Sprechstundenhilfe in der Mütterberatung.
Der Union Verlag ermöglichte ihr die Teilnahme an Lesereisen sowie Kongressen und Tagungen, auf denen sie Schriftsteller wie Johannes Bobrowski oder Marianne Bruns kennenlernte. 1981 verfilmte die DEFA ihren 1978 erschienenen Roman in dem gleichnamigen Spielfilm Bürgschaft für ein Jahr. Während Tine Schulze-Gerlach, wie sie sich dann nannte, mit ihren häufig im Lößnitz-Umfeld ihrer Heimat angesiedelten Geschichten bekannt wurde, arbeitete ihr Mann im Schichtbetrieb oder im eigenen Garten, bis er schwer krank wurde. Diese endgültige Erfahrung schrieb sie auf und verarbeitete sie dadurch in ihrem Werk Mein Lebensende mit dir.
Ihren vorläufigen Abschied plante sie achtzigjährig 2001 mit den Gedichten in Abschiedskrümel, denen sie 2004 die Abschiedskrümel II. Deine Horizonte. folgen ließ. Tine Schulze-Gerlach starb 2011 im Alter von 91 Jahren in ihrem Niederlößnitzer Heim.

## Ehrungen
Schulze-Gerlach erhielt die Johannes-Bobrowski-Ehrengabe, den Kunstpreis der Ost-CDU, dazu 1982 den Martin-Andersen-Nexö-Kunstpreis, und im Jahr 1999 überreichte ihr ihre Heimatstadt den Kunstpreis der Großen Kreisstadt Radebeul für ihr umfangreiches Lebenswerk.